# Teteun
Le  teteun (graphie alternative teuteun) est un produit agroalimentaire traditionnel de la Vallée d'Aoste reconnu comme produit agroalimentaire traditionnel italien.

## Étymologie
En valdôtain, le terme « teteun » (cf. français tétin) indique le pis d'une vache.

## Préparation
Le teteun se produit à partir de pis de vache ayant subi un processus de salaison[pas clair].

## Promotion
Un événement consacré au teteun et dénommé Fëta di teteun (fête du teteun en patois gignolein) s'organise dans la seconde moitié d'août à Gignod.